# Saison 2013-2014 du Standard de Liège (féminines)
Pour un article plus général, voir Standard de Liège (féminines).
Maillots
Chronologie
Saison précédente Saison suivante
La saison 2013-2014 du Standard de Liège (féminines) est la quarante-troisième saison consécutive du club liégeois au plus haut niveau: quarante et une saisons en Championnat de Belgique et la deuxième saison en BeNe Ligue.

## Objectifs du club
L'objectif du Standard de Liège (féminines) sera de remporter pour la 17e fois le Championnat de Belgique, et également d'enlever son 1er titre de Champion de Belgique et des Pays-Bas, raté de peu en 2012-2013.
En Coupe de Belgique, l'objectif sera de remporter la coupe pour la 7e fois.
Enfin l'un des autres objectifs sera de passer un tour en Ligue des Champions.

## Faits marquants
- 29 juillet 2013: lors du match amical contre la RES Gesvoise (D3), le Standard de Liège section féminine réalise un score-record : 33-0.
- 30 août 2013 : pour son 1er match de championnat, le Standard de Liège section féminine va faire match nul à Telstar.
- 5 septembre 2013 : lors du tirage du sort des 16es de finale de la Ligue des Champions, le Standard de Liège section féminine hérite des Écossaises de Glasgow City LFC.
- 13 septembre 2013 : lors du 1er match au sommet de la BeNe Ligue, le Standard de Liège section féminine est battu 4-2 et glisse à la 8e place du classement.
- 9 octobre 2013 : en 16es de finale aller de la Ligue des Champions, le Standard de Liège (féminines) fait match nul, 2-2, contre Glasgow LFC à Sclessin.
- 17 octobre 2013 : en 16es de finale retour de la Ligue des Champions, le Standard de Liège (féminines) perd son match, 1-3, contre Glasgow LFC à Glasgow et est éliminé de la compétition.
- 5 novembre 2013 : lors de 9e journée de la BeNe Ligue, le Standard de Liège (féminines) l'emporte chez le leader, SC Heerenveen, 2-4 après avoir été mené 2-0.
- 12 novembre 2013 : grâce à la victoire de l'Ajax 0-4 au FC Twente, le Standard de Liège (féminines) devient 1er au goal-average.
- 15 novembre 2013 : le Standard de Liège (féminines) gagne 2-0 contre le RSC Anderlecht et reste premier du classement.
- 13 décembre 2013 : dans le match au sommet entre Belges, le Standard de Liège (féminines) l'emporte 2-3 à la toute dernière minute de jeu, après avoir été mené 2-0.
- 20 décembre 2013 : le Standard de Liège (féminines) termine le 1er tour en l'emportant nettement (5-0) contre le Lierse SK. Les Liégeoises sont invaincues depuis le 1er octobre 2013 et clôturent l'année sur une série de sept victoires consécutives.
- 8 janvier 2014: le Standard de Liège (féminines) débute bien l'année 2014 en battant le KSK Heist 0-6 en 8es de finale de la Coupe de Belgique.
- 30 janvier 2014 : à la suite de la faillite du FC Utrecht, la victoire du Standard de Liège (féminines) n'est plus comptabilisée au classement. Toutefois, le club liégeois reste 1er, à égalité de points, avec le FC Twente.
- 21 février 2014: le Standard de Liège (féminines) l'emporte, 1-0 à la dernière minute, dans le match au sommet face au FC Twente.
- 28 février 2014: ADO La Haye gagne 1-0 et met fin à une série de quatorze rencontres sans défaite du Standard de Liège (féminines).
- 14 mars 2014: le Standard de Liège (féminines) bat le PSV/FC Eindhoven, 3e du classement, 2-1. Grâce à cette victoire, les Liégeoises sont plus que jamais en tête.
- 21 mars 2014: en l'emportant 0-1 à l'Ajax, le Standard de Liège (féminines) reste 1er du classement et enlève son 17e titre de Champion de Belgique, le 4e consécutif. Le club liégeois se qualifie aussi pour Ligue des Champions 2014-2015.
- 13 avril 2014: en demi-finale de la Coupe de Belgique, le Standard de Liège (féminines) bat le RSC Anderlecht 4-1 après avoir été réduit à 10 et mené 0-1. Les Liégeoises se qualifient ainsi pour leur 12e finale.
- 10 mai 2014: le Standard de Liège (féminines) remporte sa 7e Coupe de Belgique en battant 5-0 le Club Bruges KV. Les Liégeoises réalisent aussi leur 4e doublé Championnat-Coupe.
- 16 mai 2014: le Standard de Liège (féminines) réalise le plus gros score de la saison en BeNe Ligue : 13-0 face à Gand. Cela permet aux Liégeoises de repasser en tête au classement.
- 23 mai 2014: le Standard de Liège (féminines) fait match nul, 2-2, au Club Bruges KV et perd la 1re place.
- 6 juin 2014: le Standard de Liège (féminines) termine 2e, pour la  2e fois consécutive, de la BeNe Ligue.

## Équipements
| Marque          | Joma              |
| Sponsor maillot | Base, Mithra, VOO |

## Transferts
| Été 2012              |             |           |                        |
| Nom                   | Nationalité | Transfert | Provenance/Destination |
| Arrivées              |             |           |                        |
| Sabrina Broos         | Belgique    | Transfert | Saint-Trond VV         |
| Faustine Cartegnie    | France      | Transfert | RAEC Mons              |
| Taika De Koker        | Belgique    | Transfert | RSC Anderlecht         |
| Tessa Wullaert        | Belgique    | Transfert | RSC Anderlecht         |
| Charlotte van Ishoven | Belgique    | Transfert | Lierse SK              |
| Départs               |             |           |                        |
| Berit Stevens         | Belgique    | Transfert | Oud-Heverlee Louvain   |
| Céline Verdonck       | Belgique    | Transfert | Oud-Heverlee Louvain   |
| Valentine Hannecart   | Belgique    | Transfert | RSC Anderlecht         |
| Lola Wajnblum         | Belgique    | Transfert | RSC Anderlecht         |
| Ibtissam Bouharat     | Maroc       | Transfert | RSC Anderlecht         |
| Carla Arbulu          | États-Unis  | Transfert | FCF White Star Woluwé  |
| Cindy Thomas          | France      | Transfert | FA Marseille ( France) |

## Résultats

### Préparation d'avant-saison
Avant son premier match officiel de BeNe Ligue prévu le 30 août, le Standard de Liège (féminines) dispute six matchs amicaux.
- Bilan: 6 victoires, 79 buts marqués, 6 buts encaissés

### BeNe Ligue

#### Évolution du classement
| Journée  | 1 | 2 | 3 | 4 | 5  | 6  | 7  | 8  | 9  | 10 | 11 | 12 | 13 | 14 | 15 | 16 | 17 | 18 | 19 | 20 | 21 | 22 | 23 | 24 | 25 | 26 |
| -------- | - | - | - | - | -- | -- | -- | -- | -- | -- | -- | -- | -- | -- | -- | -- | -- | -- | -- | -- | -- | -- | -- | -- | -- | -- |
| Résultat | N | G | P | G | G  | N  | G  | G  | G  | G  | G  | G  | G  | G  | G  | G  | P  | G  | G  | G  | G  | P  | G  | N  | G  | G  |
| Points   | 1 | 4 | 4 | 7 | 10 | 11 | 14 | 17 | 20 | 23 | 26 | 29 | 32 | 35 | 38 | 41 | 41 | 44 | 47 | 50 | 53 | 53 | 56 | 57 | 60 | 63 |
| Rang     | 5 | 5 | 8 | 5 | 4  | 4  | 3  | 2  | 1  | 1  | 1  | 1  | 1  | 1  | 1  | 1  | 1  | 1  | 1  | 1  | 1  | 2  | 1  | 2  | 2  | 2  |